# Botanică

Botanica este știința plantelor

Botanica (din limba greacă, βοτάνη = "iarbă") este știința plantelor – o ramură clasică a biologiei care stă alături de alte ramuri clasice ca anatomia, histologia, biologia celulară, fiziologia și virologia, cât și de ramuri moderne ca: bioacustica, biochimia, biofizica, biogeografia și biomatematica.
Până în prezent au fost descrise peste 500.000 de specii de plante, care, atât pentru studiile specialiștilor, cât și pentru informarea marelui public, au trebuit sa fie clasificate și denumite.
Clasificarea organismelor s-a făcut în 5 unități sistematice mari, denumite regnuri, și anume: Monera, Protozoa, Fungi, Plantae și Animalia. Plantele fac parte din regnul Plantae. Regnurile, la rândul lor, au fost împărțite în unități din ce în ce mai mici ca: încrengătura, clasa, ordinul, familia, genul, specia. Pe lângă acestea au mai fost introduse în unele cazuri și unități sistematice intermediare, precum subîncrengătura, supraclasa etc. Denumirea speciilor de plante, ca și denumirea celorlalte specii de organisme, se face folosindu-se nomenclatura binară.
Botanica se ocupă cu studiul plantelor din punct de vedere anatomic (anatomia plantelor), morfologic (morfologia plantelor), fiziologic (fiziologia plantelor), clasificare (taxonomia plantelor), originea și evoluția organismelor vegetale.

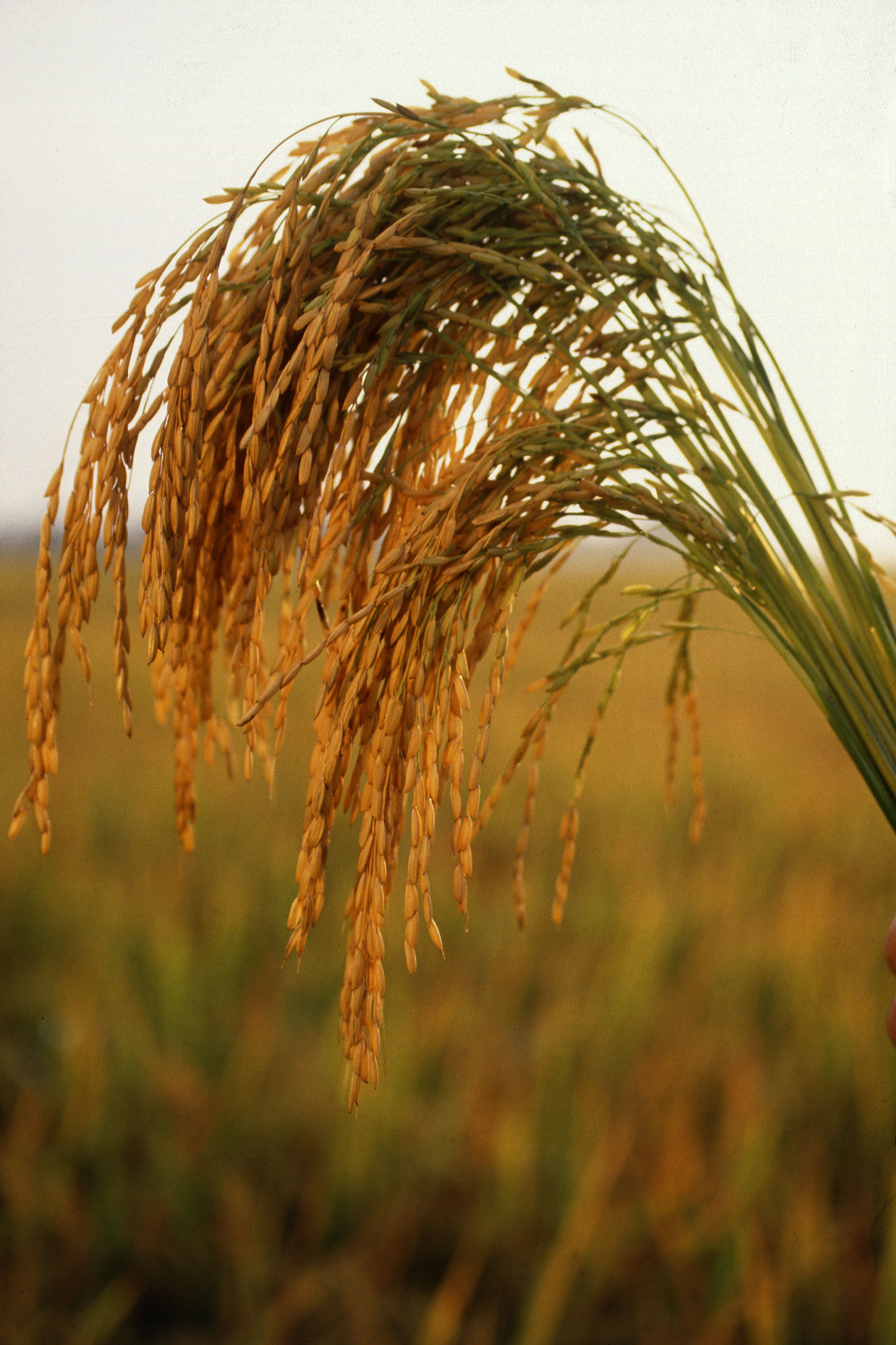

Părintele acestei științe este considerat învățatul grec Teofrast (372 î.Hr.–287 î.Hr.), discipol al lui Aristotel. Acesta a scris mai multe lucrări despre plante. Cele mai importante sunt Cauzele plantelor și Cercetarea plantelor în nouă cărți. Teofrast elaborează un sistem de clasificare a plantelor care s-a folosit până în secolul XVIII. Un rol deosebit în dezvoltarea acestei științe au avut pe plan mondial cercetători ca Nehemiah Grew (1628–1711), fondatorul anatomiei plantelor, John Ray (1626–1704), fondatorul taxonomiei plantelor, Rudolf Camerer (1665–1721), descoperitorul organelor sexuale la plante și Carl von Linné (1707–1778), genial botanist al secolului XVIII.
Contribuții în cunoașterea plantelor au adus și învățați români precum stolnicul Constantin Cantacuzino (1650–1716), care a alcătuit cea mai veche hartă geobotanică românească, Dimitrie Brândză (1846–1895) fondatorul botanicii românești, Florian Porcius (1816–1906) unul dintre cei mai de seamă creatori ai terminologiei botanice românesti, Iuliu Prodan (1875–1959), marele ctitor al Florei României, Emanoil C. Teodorescu (1866–1949) întemeietorul școlii de algologie din România și Traian Săvulescu (1889–1963), fondatorul școlii românești de fitopatologie.

## Legături externe
- Botany pe Curlie
- Larry Oglesby Collection in the Claremont Colleges Digital Library
- Botany databases at the Hunt Institute for Botanical Documentation
- Flora italiana
- USDA plant database
- Botanica
- Table Of Botanical Records Arhivat în 10 martie 2015, la Wayback Machine.
- Acta Plantarum
- High quality pictures of plants and information about them Arhivat în 31 ianuarie 2012, la Wayback Machine. from Catholic University of Leuven
- The Virtual Library of Botany